# Porto San Pancrazio
Porto San Pancrazio è un quartiere di Verona. Il quartiere è abitato da 7126 persone. È chiuso a nord da Viale Venezia, che lo separa da Borgo Venezia e San Michele Extra, a ovest e a sud dal fiume Adige, che lo separa dalla Città Antica e da Borgo Roma. A nord ovest il quartiere è delimitato da via Francesco Torbido, che lo separa dal centro storico, specificatamente dal quartiere di Veronetta. 
Immediatamente a nord-ovest si trova il Cimitero Monumentale.
È un quartiere piuttosto piccolo, residenziale, a circa 2 km ad est dal centro storico.

## Storia
Il nome "porto" deriva dal fatto che una volta, nel luogo dell'attuale Ponte del Pestrino, che lo collega alla zona chiamata Oltre Adige o Pestrino appunto, e che separa il quartiere da Borgo Roma, faceva servizio un piccolo traghetto.
Nel passato il quartiere era abitato prevalentemente da operai che lavoravano nelle fabbriche dei quartieri a nord-est e da agricoltori che avevano piccole aziende agricole lungo l'argine dell'Adige. Il terreno coltivato era ed è tuttora ottimo perché molto sabbioso (probabilmente era il vecchio letto del fiume) e facilmente irrigabile data la presenza di numerose sorgenti e di una roggia chiamata “la Morandina” che percorre tutte le proprietà. Un tempo i terreni erano coltivati a rotazione con foraggio per animali e cereali. Non mancavano bellissimi frutteti e vigneti. Ottima era la produzione degli asparagi e delle fragole.

## Monumenti e luoghi d'interesse
- Chiesa dei santi Pancrazio e Caterina - Piazza Papa Giovanni Paolo II. Ricostruita dopo la guerra, il suo campanile ospita tre squillanti Campane alla veronese in Do.

## Scuole
- Asilo Nido "Il Porto dei Piccoli"
- Scuola materna "Sole Luna"
- Scuola materna "D. Preto"
- Scuola elementare "Maggi"
- Scuola media "L. Fava"